# Гримучник тигровий
Гримучник тигровий (Crotalus tigris) — отруйна змія з роду Справжній гримучник родини Гадюкові.

## Опис
Загальна довжина досягає 85—91,2 см. Голова широка, маленька. Тулуб щільний, масивний. Брязкальце на хвості досить велике. Це красиво забарвлена змія з добре помітним орнаментом. Може бути сірого, рожевого або бузкового кольору з не дуже явними поперечними смугами темнішого відтінку.

## Спосіб життя
Полюбляє пустелі, скелясті каньйони, схили, місцини із кактусами. Активний вночі. Харчується дрібними ссавцями, зокрема кролями й пацюками, а також ящірками.
Це живородна змія.

## Отруйність
Отрута вважається найпотужнішою серед свого роду. Містить високу частку нейротоксинів, атакож міотоксин. Тому у випадку укусу необхідна медична допомога.
Отруту використовують у фармакології та медицині, за один раз беруть до 11 мг отруту (у сухій вазі).

## Розповсюдження
Мешкає на півдні Аризони (США), у штаті Сонора (Мексика).